# Авиационные происшествия Аэрофлота 1969 года
Авиационные происшествия и инциденты, включая угоны, произошедшие с воздушными судами Министерства гражданской авиации СССР (Аэрофлот) в 1969 году.
В этом году крупнейшая катастрофа среди воздушных судов предприятия «Аэрофлот» произошла 3 августа в Криничанском районе Днепропетровской области, когда у Ан-24Б при выполнении полёта на высоте 4000 метров отделилась лопасть воздушного винта, которая врезавшись в фюзеляж перебила тяги управления рулями и элеронами, после чего неуправляемый самолёт упал на землю, при этом погибли 55 человек (подробнее…). Крупнейшая же катастрофа с участием воздушных судов «Аэрофлота» произошла 23 июня в Юхновском районе Калужской области, когда пассажирский Ил-14М столкнулся в воздухе с военным транспортным Ан-12БП, а затем оба самолёта упали на землю и разрушились, в результате чего в общей сложности погибли 120 человек: 24 на Ил-14 и 96 на Ан-12 (подробнее…).

## Список
Отмечены происшествия и инциденты, когда воздушное судно было восстановлено.
| Дата                  | Место                                                         | ВС      | Бортовой номер | Управление         | Жертв    | Описание | И      |
| --------------------- | ------------------------------------------------------------- | ------- | -------------- | ------------------ | -------- | --- | ------ |
| 10 января 1969 года   | Елизовский район, 16 км В Малок                               | Ан-2Т   | 70940          | Дальневосточное    | 2/13     | Столкновение с горой после ухода с маршрута и снижения под безопасную высоту в СМУ | [ 1 ]  |
| 25 февраля 1969 года  | Алданский район, 42 км СВ Алдана                              | Ми-8Т   | 70940          | Якутское           | 6/6      | Из-за отказа в полёте системы управления отделилась лопасть несущего винта, после чего вертолёт разрушился в воздухе от перегрузок | [ 2 ]  |
| 3 марта 1969 года     | Рубашевка, Аннинский район                                    | Ан-2М   | 06214          | СПиМВЛ ГА          | 2/2      | При воздушном хулиганстве нетрезвого экипажа (фигуры пилотажа на небольшой высоте) вышел из-под контроля и врезался в землю | [ 3 ]  |
| 24 марта 1969 года    | Красное Поле, близ Алма-Аты                                   | Ан-24   | 46751          | Казахское          | 4/31     | Упал после взлёта из-за вероятного отказа одного двигателя и обледенения (подробнее…) | [ 4 ]  |
| 28 марта 1969 года    | Горно-Бадахшанская АО, 9 км ЮЮЗ Сагирдашта                    | Ан-2    | 98316          | Таджикское         | 11/13    | Столкновение с горой после уклонения с маршрута при полёте под безопасной высотой | [ 5 ]  |
| 30 марта 1969 года    | Сергеевка, Прилукский район                                   | Ан-2Р   | 29390          | Украинское         | 4/4      | При резком развороте на малой высоте в СМУ перешёл в скольжение и врезался в землю | [ 6 ]  |
| 7 апреля 1969 года    | Северный, Щербиновский район                                  | Ан-2Т   | 13667          | Северное           | 3/3      | При резком повороте на малой высоте в ходе авиационно-химических работ перешёл в скольжение и врезался в землю | [ 7 ]  |
| 12 апреля 1969 года   | Рязанский район, 8 км ЮЗ Рязани                               | Ка-18   | 64649          | СПиМВЛ ГА          | 2/2      | Упал после взлёта из-за схлёстывания и разрушения лопастей несущих винтов вследствие обрыва тяги между автоматами перекоса | [ 8 ]  |
| 18 апреля 1969 года   | Отар, Курдайский район                                        | Ан-2Р   | 09193          | Казахское          | 7/7      | В ходе авиационно-химических работ из-за воздушного хулиганства пьяного пилота потерял скорость и врезался в землю | [ 9 ]  |
| 28 апреля 1969 года   | Иркутск                                                       | Ту-104Б | 42436          | Узбекское          | 0/?      | Посадка за 600 м до ВПП | [ 10 ] |
| 15 мая 1969 года      | Новотитаровская, Динской район                                | Ан-2СХ  | 32607          | Грузинское         | 2/2      | В ходе самовольного вылета из-за виражей на малой высоте врезался в деревья и строения | [ 11 ] |
| 22 мая 1969 года      | Эмбинский район, близ Кульсары                                | Ми-1МНХ | 17879          | Северо-Кавказское  | 1/2      | Выполняя разворот на малой высоте, из-за ошибок в пилотировании потерял высоту, зацепил водную поверхность и упал в озеро Камысколь | [ 12 ] |
| 29 мая 1969 года      | Даппарай, Олёкминский район                                   | Ми-2    | 20063          | Якутское           | 25/28    | При перевозке населения на остров из-за перегруза после взлёта потерял высоту, зацепил хвостовым винтом берег и выйдя из-под контроля упал в реку Лена (подробнее…) | [ 13 ] |
| 3 июня 1969 года      | Йыхви                                                         | Ил-14   |                |                    | 0/?      | Попытка захвата самолёта, выполнявшего рейс Ленинград—Йыхви—Таллинн, четырьмя угонщиками. С помощью манёвров в воздухе пилоты смогли сбить с ног угонщиков и приземлиться в Йыхви, где три угонщика успели сбежать. Позже при задержании один из них оказал сопротивление и был убит; экипаж был удостоен государственных наград. | [ 14 ] |
| 16 июня 1969 года     | 5 км от Нукуса                                                | Ми-1М   | 40462          | Узбекское          | 4/4      | Упал на землю вскоре после взлёта из-за отделения хвостовой балки ударом лопасти несущего винта | [ 15 ] |
| 23 июня 1969 года     | Троица, Юхновский район                                       | Ил-14М  | 52018          | Украинское         | 96+24/24 | Столкновение в воздухе с военно-транспортным Ан-12БП из-за нарушения установленной высоты (подробнее…) | [ 16 ] |
| 25 июня 1969 года     | Печорский район, река Колва, близ Усть-Усы                    | Ми-4А   | 36520          | Коми               | 2/3      | После взлёта врезался в линию связи и упал в реку | [ 17 ] |
| 25 июня 1969 года     | Мирный                                                        | Ан-12Б  | 11380          | Восточно-Сибирское | 0/?      | При посадке с перелётом и на повышенной скорости выкатился за пределы ВПП и упал в карьер | [ 18 ] |
| 26 июня 1969 года     | Магаданская область, у реки Хасын, 10,5 км СЗ Магадана, 56 км | Ил-14М  | 91527          | Магаданское        | 3/5      | Разрушился при вынужденной посадке на местности после взлёта в связи с сильным задымлением в кабине | [ 19 ] |
| 28 июня 1969 года     | 39 км СВ Таласа                                               | Ил-14Г  | 91495          | Киргизское         | 40/40    | Столкновение с горой после взлёта из-за уклонения с маршрута (подробнее…) | [ 20 ] |
| 5 июля 1969 года      | Алданский район, хребет Удокан, у реки Хани                   | Ан-2Р   | 09168          | Дальневосточное    | 4/4      | После самовольного вылета следуя под безопасной высотой в СМУ отклонился от трассы и врезался в гору | [ 21 ] |
| 27 июля 1969 года     | Ташкентская область, 7 км ЮЗ Алмалыка                         | Ми-4А   | 35227          | Узбекское          | 1/6      | При заходе на посадку на горе из-за ошибок в пилотировании попал в нисходящий воздушный поток, потерял высоту, врезался в тригонометрическую вышку и упал на землю | [ 22 ] |
| 3 августа 1969 года   | Преображенка, Криничанский район                              | Ан-24Б  | 46248          | Украинское         | 55/55    | Отделившаяся лопасть воздушного винта врезалась в фюзеляж и перебила тяги управления элеронами и рулями высоты и направления; неуправляемый самолёт потерял высоту и врезался в землю (подробнее…). | [ 23 ] |
| 12 августа 1969 года  | 13 км от Новосибирска                                         | Ан-12Б  | 11018          | Полярное           | 4/6      | Вынужденная посадка на лес при заходе на посадку в связи с падением мощности двигателей из-за загрязнения топлива морской водой и коррозии топливной системы | [ 24 ] |
| 16 августа 1969 года  | Тернейский район, гора Курортная, у реки Кхццин               | Ми-1    | 40443          | Дальневосточное    | 2/2      | Столкновение с горой при разведке нерестилищ лососёвых | [ 25 ] |
| 19 августа 1969 года  | Мостки, Рогачевский район                                     | Ан-2Р   | 96175          | Белорусское        | 5/5      | Столкновение с деревьями при самовольном ночном полёте на малой высоте; экипаж был пьян | [ 26 ] |
| 19 августа 1969 года  | Красновишерский район, 3 км СЗ Северного Колчима              | Ми-1Т   | 10190          | Уральское          | 2/2      | Упал в тайгу при посадке из-за ошибок нетрезвого пилота в технике пилотирования | [ 27 ] |
| 26 августа 1969 года  | Внуково, Москва                                               | Ил-18В  | 75708          | Московское         | 16/101   | Посадка с убранными шасси, приведшая к пожару на борту (подробнее…) | [ 28 ] |
| 26 августа 1969 года  | 13 км Ю Хову-Аксы                                             | Ан-2Т   | 41971          | Красноярское       | 14/14    | Столкновение с горой | [ 29 ] |
| 1 сентября 1969 года  | Чукотский АО, Думка, 24 км ЮЗ Залива Креста, Эгвекинот        | Ил-14М  | 61731          | Магаданское        | 22/27    | Столкновение с горой при заходе на посадку (подробнее…) | [ 30 ] |
| 4 сентября 1969 года  | Домбаровский район, близ Домбаровского                        | Ми-1М   | 68071          | Приволжское        | 2/2      | Упал на землю в самовольном ночном полёте из-за ошибок нетрезвого пилота в технике пилотирования | [ 31 ] |
| 8 сентября 1969 года  | Амдерма                                                       | Ан-12Б  | 11377          | Полярное           | 2+5/8    | Перехватчик ПВО Ту-128 при посадке из-за сложившегося правого шасси выкатился вправо с ВПП и протаранил стоящий на исполнительном старте Ан-12 | [ 32 ] |
| 10 сентября 1969 года | Якутск                                                        | Ил-18В  | 75791          | Красноярское       | 0+0/?    | При посадке столкнулся с выехавшим на ВПП автомобилем | [ 33 ] |
| 19 сентября 1969 года | Красноводск                                                   | Ка-26   | 24052          | СПиМВЛ ГА          | 5/6      | Опрокинулся и разрушился при вынужденной посадке после остановки двигателей из-за истощения топлива при заходе на посадку | [ 34 ] |
| 26 сентября 1969 года | бухта Тикси, 2,5 км от Тикси                                  | Ан-2Т   | 44984          | Полярное           | 5/6      | Упал в воду после отказа двигателя при ночном заходе на посадку | [ 35 ] |
| 4 октября 1969 года   | Изобильненский район, 4 км С Филимоновской                    | Ми-1НХ  | 68104          | Северо-Кавказское  | 2/2      | В перегоночном рейсе упал на землю из-за отказа хвостового винта после разрушения лонжеронов хвостовой балки | [ 36 ] |
| 12 октября 1969 года  | Мирный                                                        | Ан-10   | 11169          | Восточно-Сибирское | 0/?      | При посадке на заснеженную ВПП выкатился вбок за её пределы, врезался в траншею и разрушился | [ 37 ] |
| 13 октября 1969 года  | Нижневартовск                                                 | Ан-24Б  | 47772          | Тюменское          | 24/56    | Сваливание и столкновение с землёй при заходе на посаду из-за возникновения отрицательной тяги воздушных винтов, либо из-за ошибок в пилотировании (подробнее…) | [ 38 ] |
| 16 октября 1969 года  | Ленавож-3, В Ухты                                             | Ми-6    | 21192          | Коми               | 5/10     | Упал на землю при взлёте, когда перевозимая на подвеске труба упёршись в препятствия встала вертикально и врезалась в лопасти несущего винта | [ 39 ] |
| 1 ноября 1969 года    | Казалинск                                                     | Ан-2Т   | 43847          | Казахское          | 5/26     | Перешёл в сваливание и упал после взлёта из-за перегруза и нарушения центровки | [ 40 ] |
| 13 ноября 1969 года   | НАО, 15 км ЗЮЗ Амдермы                                        | Ан-12Б  | 11376          | Полярное           | 12/12    | Сваливание при заходе на посадку из-за обледенения крыла | [ 41 ] |
| 13 ноября 1969 года   | Хотоля, Витебский район, берег Западной Двины                 | Ми-4П   | 19215          | Грузинское         | 4/4      | Упал на землю после обрыва лопасти несущего винта и последующего отделения хвостовой балки | [ 42 ] |
| 19 ноября 1969 года   | Минеральные Воды                                              | Ил-18Б  | 75699          | Уральское          | 0/?      | Разгерметизация салона на высоте 7200 метров при выполнении рейса «Минеральные Воды — Свердловск». Аварийная посадка в аэропорту вылета. | [ 43 ] |
| 25 ноября 1969 года   | 6,4 км С Мукачева                                             | Ан-2    | 44995          | Украинское         | 5/5      | Столкновение с горой после отклонения от оси трассы и снижения под безопасную высоту | [ 44 ] |
| 6 декабря 1969 года   | Таймырский АО, 13 км ЮЗ Хатанги                               | Ан-12Б  | 11381          | Полярное           | 8/8      | Сваливание при заходе на посадку из-за обледенения крыла | [ 45 ] |
| 9 декабря 1969 года   | Сандерки, Лунинский район                                     | Ан-2Р   | 35083          | Восточно-Сибирское | 3/3      | Столкновение в воздухе из-за хулиганства (обгон другого самолёта) пилота борта 35083 | [ 46 ] |
| 9 декабря 1969 года   | Сандерки, Лунинский район                                     | Ан-2Р   | 35082          | Восточно-Сибирское | 0/3      | Столкновение в воздухе из-за хулиганства (обгон другого самолёта) пилота борта 35083 | [ 47 ] |
| 10 декабря 1969 года  | Каспийское море, 8 км от Махачкалы                            | Avia-14 | 52010          | Грузинское         | 17/17    | Упал в море после взлёта из-за столкновения с птицами (подробнее…) | [ 48 ] |
| 11 декабря 1969 года  | близ Свердловска                                              | Ил-18Б  | 75699          | Уральское          | 0/?      | После отключения автопилота перешёл в пике и снизился с 8400 до 6600 метров, прежде чем было восстановлен горизонтальный полёт; списан из-за деформаций силового набора фюзеляжа вследствие перегрузок. По некоторым данным, происшествие случилось 11 ноября 1969 года                                                           | [ 43 ] |